# Jim Mollison

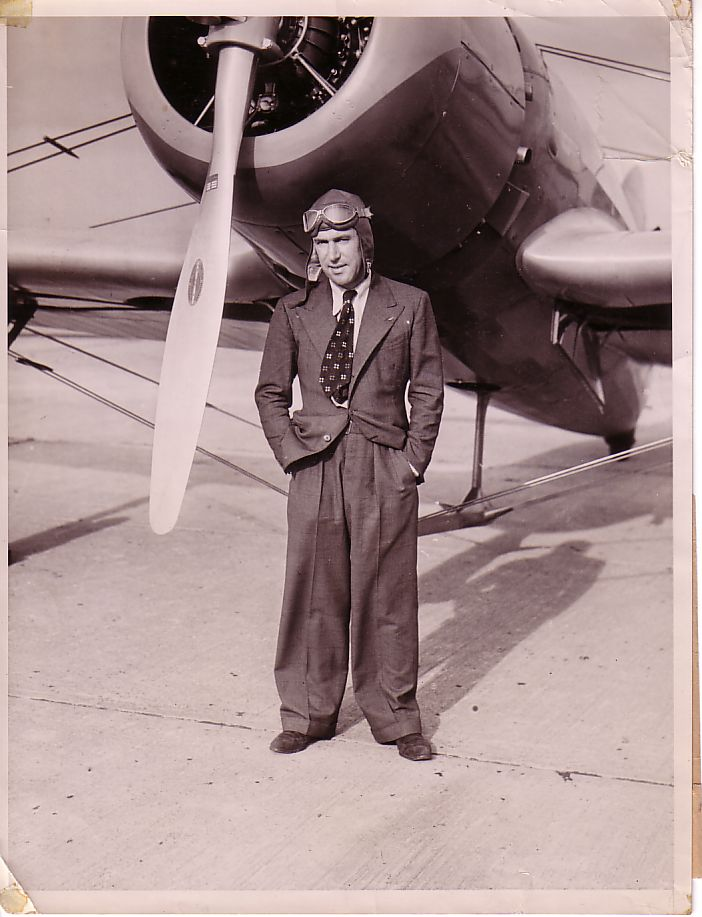
Jim Mollison ve 30. letech, době své největší slávy

James Allan („Jim") Mollison (19. dubna 1905, Glasgow – 30. října 1959, Londýn) byl skotský pilot a dobrodruh, který některé letové trasy absolvoval jako první na světě. Ve 30. letech 20. století se stal držitelem řady leteckých rekordů. Jeho manželkou byla rovněž pilotka, průkopnice ženského letectví Amy Johnson, která dokázala některé z manželových rekordů překonat.

## Život
V létě roku 1931 Mollison dosáhl rekordního času 8 dní a 19 hodin pro let z Austrálie do Anglie. V březnu následujícího roku dosáhl dalšího rekordu: v čase 4 dnů a 17 hodin překonal vzdálenost z Anglie do Jižní Afriky.
Pracoval pro společnost Australian National Airways. Během jednoho letu zde potkal stejně slavnou letkyni Amy Johnson. Osm hodin po seznámení, stále ještě za letu, ji požádal o ruku. Amy přijala: vzali se v červenci 1932. V řádu dní poté překonala jeho rekord na trase z Anglie do Jižní Afriky.

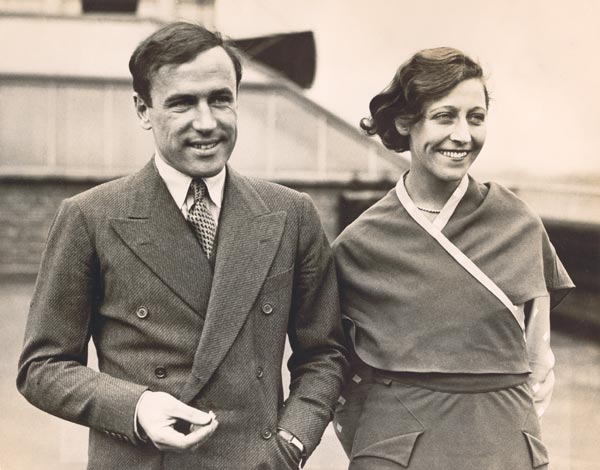
Manželé Amy a Jim v roce 1937

Ani Mollison však neustával v pokusech o nové rekordy: 18. srpna téhož roku se stal prvním pilotem na světě, který úspěšně absolvoval sólový let přes Atlantik západním směrem, z irského Portmarnocku do Pennfieldu v kanadském Novém Brunšviku.
V únoru 1933 Mollison zvládl let z Anglie do Brazílie za 3 dny a 13 hodin, což byl opět rekord a také první sólový let na této trase.
Společně s manželkou ještě podnikli pokusy o překonání dalších rekordů. V roce 1933 např. plánovali let kolem světa na stroji de Haviland Dragon Rapide jménem Seafarer, který byl pro tento účel vybaven zvláštními palivovými nádržemi. Ukázalo se však, že ani tak neměl na plánovaný první úsek do New Yorku dost paliva – manželé byli přinuceni k nouzovému přistání v Bridgeportu ve státě Connecticut, při kterém byli oba zraněni. Letce, kteří byli ve své době slavnými celebritami, pak přijal americký prezident Franklin Delano Roosevelt.
Jejich manželství se ale dostávalo do krize. Jednak byli konkurenty, navíc Mollison holdoval alkoholu. Rozvedli se v roce 1938.
Za druhé světové války sloužil Mollison i jeho již bývalá manželka v organizaci Air Transport Auxiliary (Amy ve službě zahynula v roce 1941). Po válce se Mollison usadil v Londýně a otevřel si hospodu. V září 1949 se znovu oženil. Jeho náklonnost k alhokolu mu však dál způsobovala problémy – v roce 1953 mu byla odebrána pilotní licence. Zemřel v říjnu 1959 ve věku 54 let.